# Dendropsophus nahdereri
Dendropsophus nahdereri là một loài ếch thuộc họ Nhái bén.
Đây là loài đặc hữu của Brasil.
Môi trường sống tự nhiên của chúng là rừng ẩm vùng đất thấp nhiệt đới hoặc cận nhiệt đới, đầm nước ngọt, đầm nước ngọt có nước theo mùa, vườn nông thôn, rừng thoái hóa nghiêm trọng, ao, và ao nuôi trồng thủy sản.